# Кавенчин-Б
Кавенчин-Б (пол. Kawęczyn B) — село в Польщі, у гміні Новий Кавенчин Скерневицького повіту Лодзинського воєводства.
Населення — 42 особи (2011).
У 1975—1998 роках село належало до Скерневицького воєводства.

## Демографія
Демографічна структура станом на 31 березня 2011 року:
|          | Загалом | Допрацездатний вік | Працездатний вік | Постпрацездатний вік |
| -------- | ------- | ------------------ | ---------------- | -------------------- |
| Чоловіки | 20      | 3                  | 12               | 5                    |
| Жінки    | 22      | 5                  | 12               | 5                    |
| Разом    | 42      | 8                  | 24               | 10                   |